# Варбанець Іван Михайлович
Варбанець Іван Михайлович — український політик.
ВР України, секретар Комітету в справах пенсіонерів, ветеранів та інвалідів (з 07.1998), член фракції КПУ; член ЦК КПУ, секретар Одеського ОК КПУ.

## Життєпис
Народився 07.12.1943 у селі Данилівці, район Цебрикове, Тираспольський повіт, Трансністрія в сім'ї колгоспників.
Помер 23.01.1999 у віці 55 років.

## Освіта
Одеський державний аграрний університет (1989), «Економіка та організація сільського господарства».

## Кар'єра
- 1961-62 — обліковець, зав. ферми, колгосп ім. Дмитрова Великомихайлівського р-ну.
- 1962-66 — служба на флоті.
- 1966-70 — на комсомол., парт., роботі в с. г.
- 1970-74 — заступник головного секретаря партійної організації, колгосп «Зоря комунізму»; гол., колгосп ім. Калініна Великомихайлівського р-ну.
- З 1974 — 1-й секр., Великомихайлівський РК КПУ; гол., виконком Великомихайлівської райради.
- З 1992 — на госп. роботі.
- 1994-98 — гол. Великомихайлівської райдержадміністрації, гол. Великомихайлівської райради.

## Політична діяльність
Народний депутат України 14 скл. з 03.1998 від КПУ, № 67 в списку. На час виборів: голова Великомихайлівської районної ради Одеси. обл., чл. КПУ.

## Нагороди
Ордени «Знак Пошани» (2).